# Nightstalkers (cómic)
Nightstalkers es un cómic publicado por Marvel Comics de 1992 a 1994, presentando a un trío de expertos en ocultismo unidos de mala gana para luchar contra las amenazas sobrenaturales. Que opera bajo el nombre comercial Borderline Investigations, el equipo estaba compuesto por los cazadores de vampiros - Blade y Frank Drake, que había luchado contra el Conde Drácula en la serie de 1970 La tumba de Drácula; y el detective privado Hannibal King, también introdujo en esa serie anterior, un "neo-vampiro" con habilidades vampíricas pero solo un deseo, no una necesidad, de beber sangre. Ellos son reunidos por el Doctor Strange en Nightstalkers # 1 (noviembre de 1992) para luchar contra una amenaza inmediata, pero bajo la agenda oculta más grande de Strange.

## Historial de publicaciones
El equipo de cazavampiros; Blade y Frank Drake y el vampírico detective privado Hannibal King se reunieron por primera vez en Ghost Rider vol. 3, n.º 28 (agosto de 1992).
El equipo creativo inicial de la serie fue el escritor D. G. Chichester, el dibujante Ron Garney y el entintador Tom Palmer, repitiendo su papel de La Tumba de Drácula. Después de 11 números, Steven Grant se hizo cargo de las secuencias de comandos, y Frank Lovece finalizó el destino de algunos de los personajes de la serie de los 70 en los últimos tres números. Los artistas incluyeron a Mark Pacella, Kirk Van Wormer y Andrew Wildman.

## Historia del equipo ficticio
Antes de ser recogidos formalmente por el Doctor Strange para luchar contra amenazas sobrenaturales, Hannibal King, Frank Drake y Blade habían fundado la agencia de detectives King, Drake y Blade (más tarde rebautizada como Borderline Investigations).
Después de que Strange manipula al trío para formar los Nightstalkers, el equipo lucha contra muchos enemigos sobrenaturales emergentes. Estos incluyen a Lilith, madre de todos los demonios; Departamento de Armamentos Ocultos (DOA) de HYDRA, dirigido por su Teniente Belial; y su clon renegado de Drácula, Bloodstorm; y el antiguo Señor de los Vampiros, Varnae.

### Los hilos de la Tumba de Drácula
En el arco final (# 16-18, febrero-abril de 1994), la casa de King, incluida la oficina de Borderline, es destruida por un Dreadnought HYDRA que roba el arma nanotech anti-oculta de Drake, el Exorcista. Strange revela que la fórmula de Montesi, que había erradicado y prevenido más vampiros, se estaba debilitando. En respuesta, explica, había reunido a los tres cazadores de vampiros más experimentados para que pudieran aprender a funcionar como equipo antes de que Drácula, el Señor de los Vampiros, regresara. Dado que los tres estaban traumatizados por sus primeras batallas vampíricas, Strange se mantuvo al margen informándoles del posible regreso de los vampiros hasta que sea necesario.
En una batalla final, Varnae - un Señor de los Vampiros anterior que ya ha regresado - toma el control psíquico del Rey y lo dirige a matar a sus camaradas. King se juega a sí mismo en su lugar. Drake intenta sacrificar su propia vida para matar a Varnae, diseñando una explosión impulsada por exorcistas. Blade, en defensa propia, ya ha apostado a Taj Nital, su antiguo camarada de La tumba de Drácula (que se había convertido en vampírico entre las dos series). Blade sobrevive y asiste al funeral de sus compañeros de equipo, pero se encuentra de nuevo con King en la siguiente serie Blade. Allí se entera de que King se había zambullido en un poste de metal (en lugar de plata o madera), por casualidad no lo había matado y que había escapado de la explosión. King también le informa a Blade que Drake quedó marcado y mutilado en cuerpo y mente.

## En otros medios

### Película
Una versión revisada de los Nightstalkers se representó en la película de 2004 Blade: Trinity protagonizada por Wesley Snipes como Blade, Jessica Biel como Abigail Whistler y Ryan Reynolds como Hannibal King. En la película, Blade no era un Nightstalker, sino que se alió con ellos, aunque a regañadientes, ya que eran más jóvenes y, en su opinión, menos experimentados. En contraste con el Hannibal King, más maduro y reservado, representado en los cómics, la revisión del personaje de Reynolds estuvo en consonancia con su historia de personajes humorísticos y extrovertidos. Abigail Whistler era la líder del grupo. A diferencia del cómic, había varios miembros menores que, al no ser aptos para la acción física, permanecían en la sede en papeles de apoyo.